# Sedewakantyzm
Sedewakantyzm (od łac. sede vacante – „przy nieobsadzonej stolicy” lub „przy pustym tronie”) – hipoteza teologiczna, według której wszystkie osoby, które zasiadają na tronie papieskim od czasu śmierci Piusa XII w 1958 roku, są antypapieżami. Istnieją także nieco starsze sedewakantystyczne opinie teologiczne, sięgające XIX wieku.

Symbol sedewakantyzmu

Sedewakantyzm jest jednym z ruchów, które powstały na skutek niezgody części duchowieństwa katolickiego na postanowienia II soboru watykańskiego. Zdaniem zwolenników tezy sedewakantyzmu, soborowi i posoborowi papieże, ze względu na błędy i herezje, które głosili, zanim zostali wybrani na ten urząd, nie mogli go objąć, gdyż jako heretycy znajdowali się poza Kościołem.

## Zarzuty wobec Kościoła katolickiego (po II soborze watykańskim)
Sedewakantyści krytykują m.in. wolność religijną, ekumenizm oraz dialog międzyreligijny. Według nich te działania i wynikające z nich konsekwencje doktrynalne fałszują dogmatyczne definicje Kościoła Chrystusowego oraz prymatu papieskiego.
Sedewakantyści oskarżają Kościół posoborowy (czyli – ich zdaniem – zaistniały w wyniku rewolucyjnych zmian Soboru Watykańskiego II), że głosi on herezję modernizmu, potępioną przez św. Piusa X w encyklice Pascendi Dominici gregis w 1907 r. Sedewakantyści nie uznają ważności święceń kapłańskich udzielanych według rytu ustanowionego po II soborze watykańskim, zatem twierdzą, że Kościół posoborowy utracił sukcesję apostolską. Co za tym idzie, sedewakantyści nie uznają ważności nowej mszy, ani też sakramentów szafowanych przez posoborowych księży. Według nich nowa liturgia mszy św. – Novus Ordo Missae – została sztucznie spreparowana w celu dopasowania jej do obrzędów protestanckich. Sedewakantyści swoje twierdzenia w tym zakresie opierają na ocenie danej przez papieża Leona XIII w liście apostolskim Apostolicae curae z 13 września 1896 r., który stwierdził nieważność protestanckiej eucharystii oraz anglikańskich święceń.
Sedewakantyści krytykują również Bractwo Świętego Piusa X za, jak twierdzą, ustępliwość, niekonsekwencję i niespójność logiczno-teologiczną, gdyż uznaje ono papieża, twierdząc jednocześnie, iż ten się myli.
Sedewakantyzm podzielony jest na kilkadziesiąt ruchów. Z sedewakantyzmu wyłoniło się wiele ruchów uznających różnych antypapieży (m.in. Grzegorz XVII, Pius XIII – głowa tzw. Prawdziwego Kościoła Katolickiego – czy też papieże Kościoła Palmariańskiego). Zwolennicy antypapieży określani są mianem konklawistów.